# Asüna
Asüna war eine kanadische Automarke.

## Markengeschichte
General Motors of Canada aus Oshawa führte 1992 die Automarke Asüna auf dem kanadischen Markt ein. Im Folgejahr wurde sie bereits wieder eingestellt. Das Händlernetz wurde als Pontiac-Asüna-Buick-GMC geführt.

## Fahrzeuge
Der Sunfire war ein Kombicoupé mit 2 + 2 Sitzen. Er entsprach dem Geo Storm, der seinerseits auf dem Isuzu Impulse basierte.
Der Sunrunner entsprach dem Geo Tracker beziehungsweise Suzuki Vitara/Sidekick.
1993 kamen die Modelle SE und GT dazu. Sie entsprachen dem Pontiac LeMans und wurden von Daewoo Motors in Südkorea gefertigt.
Nach Einstellung der Marke wurde der Sunrunner als Pontiac vermarktet.

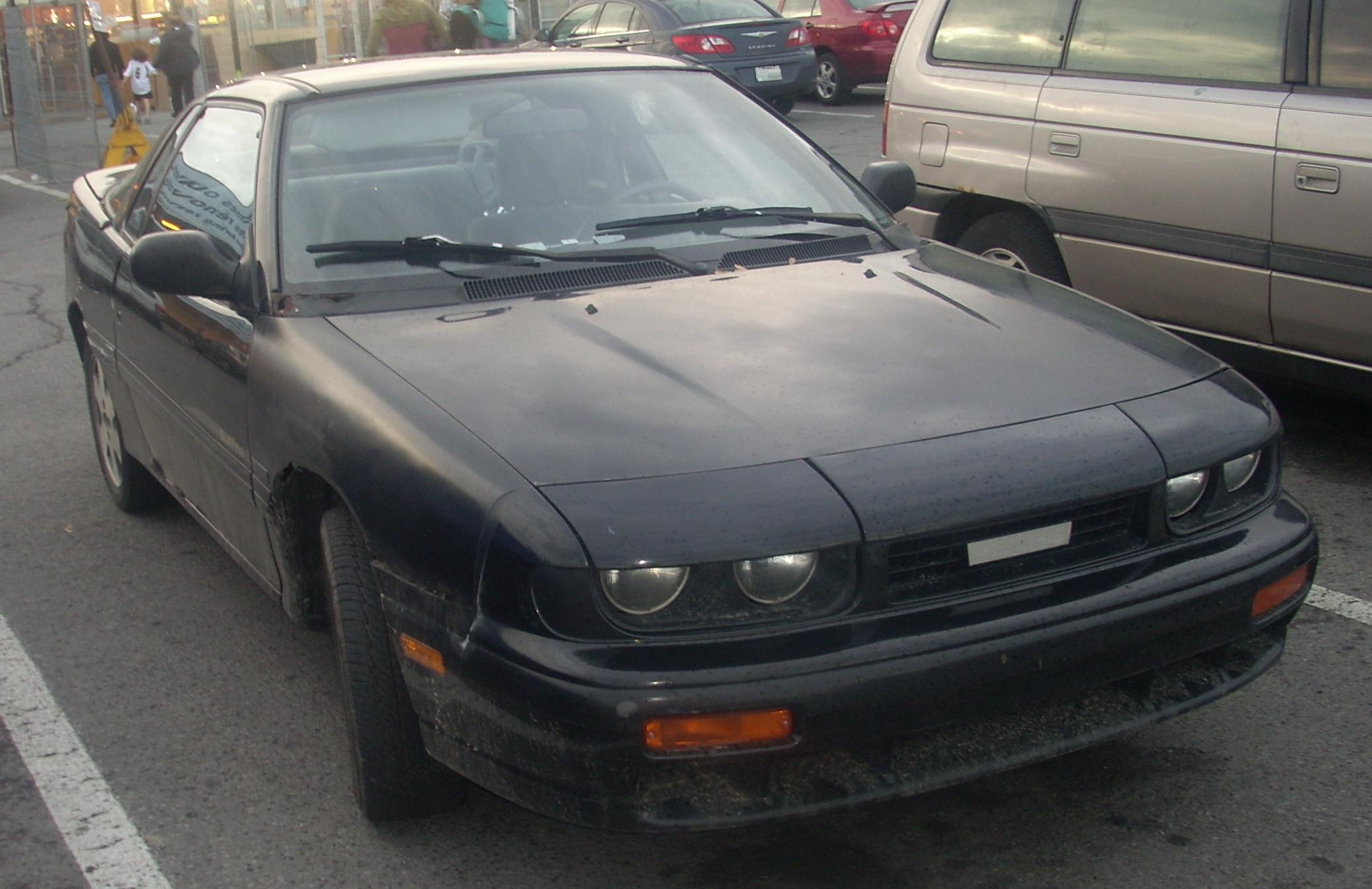
Asüna Sunfire
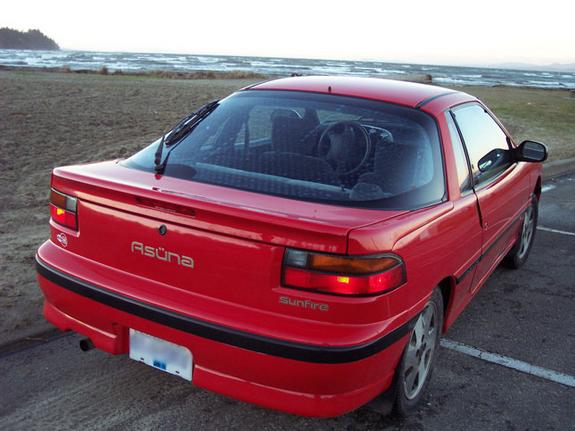
Heckansicht
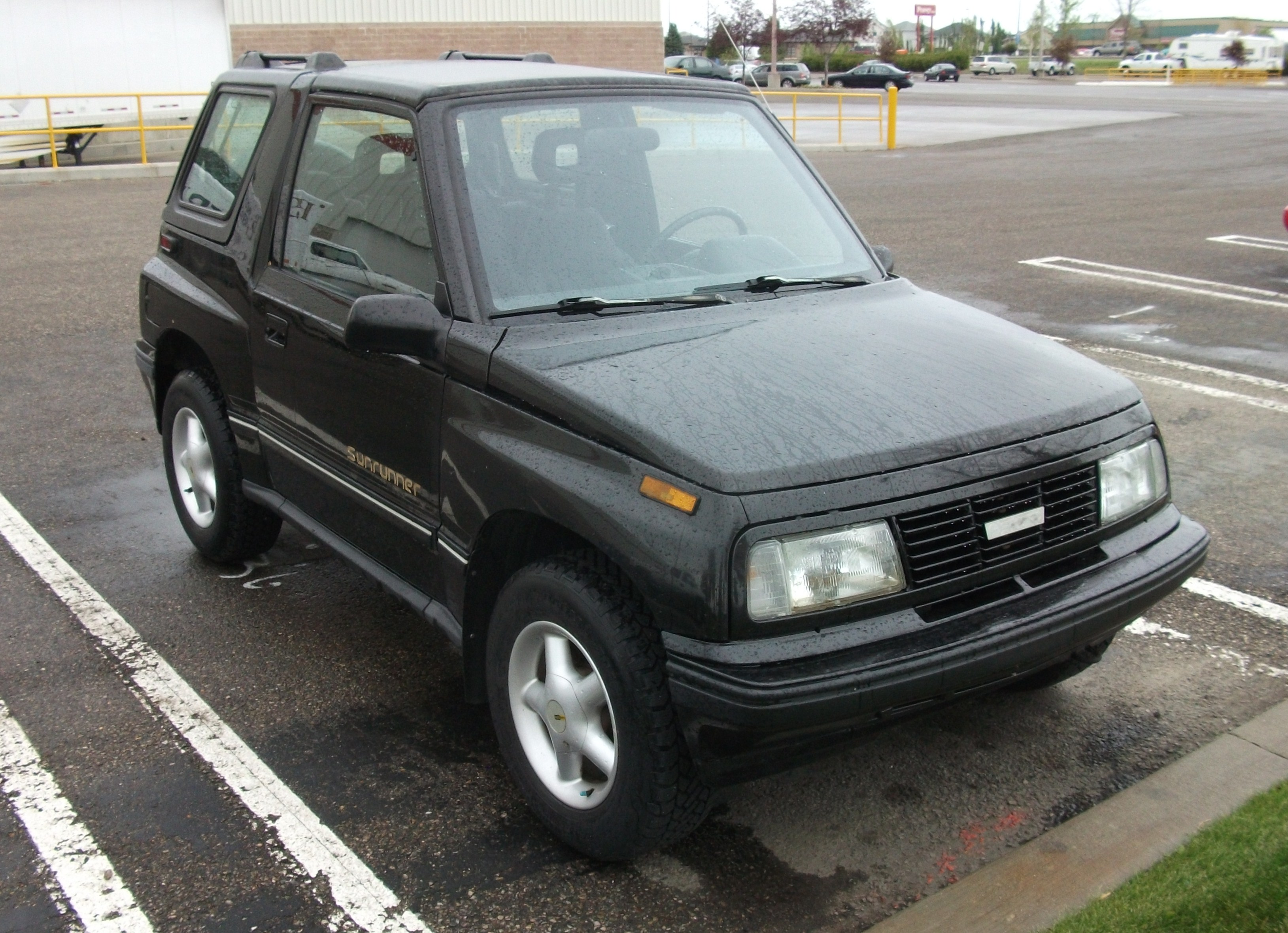
Asüna Sunrunner
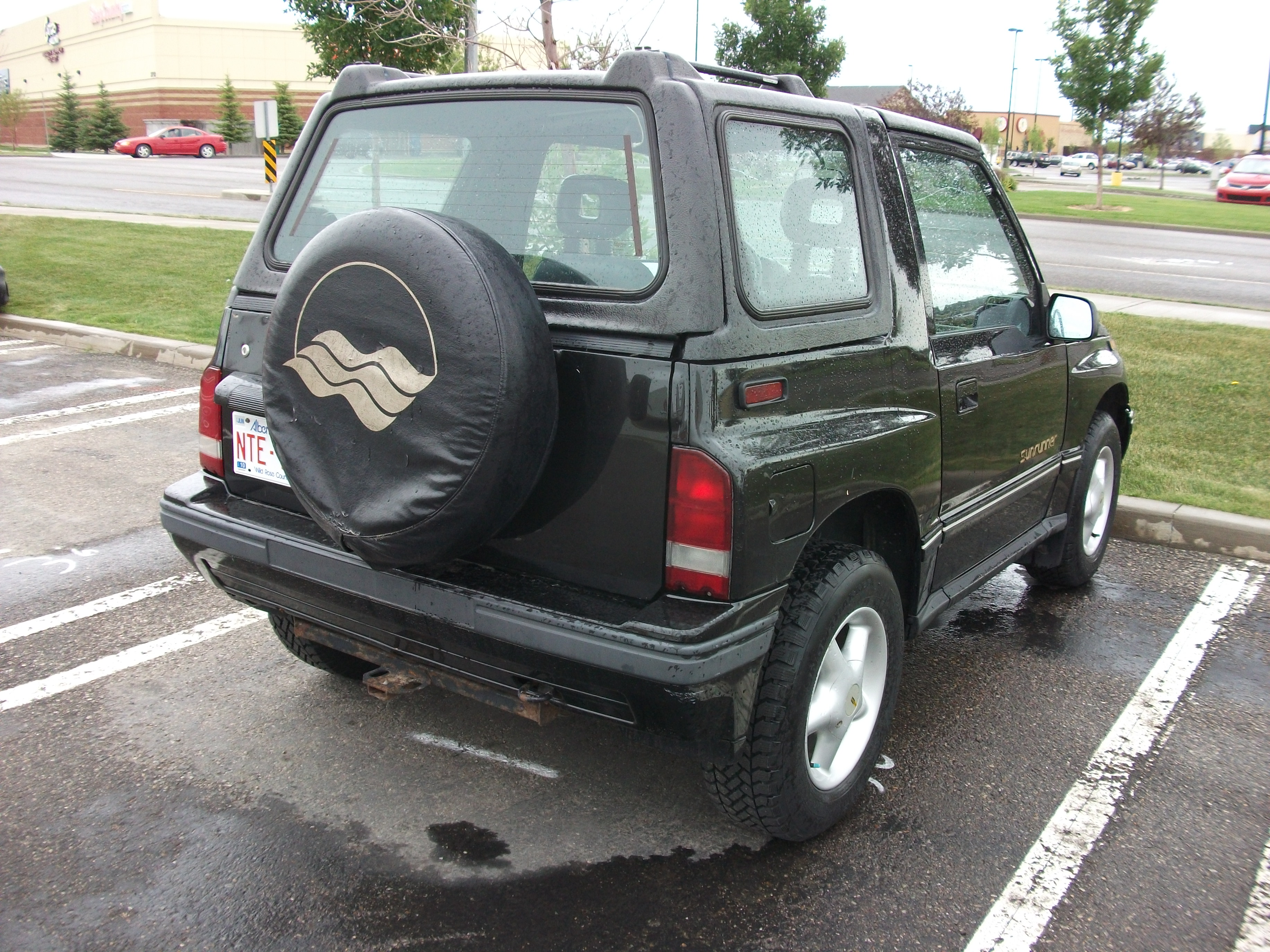
Heckansicht
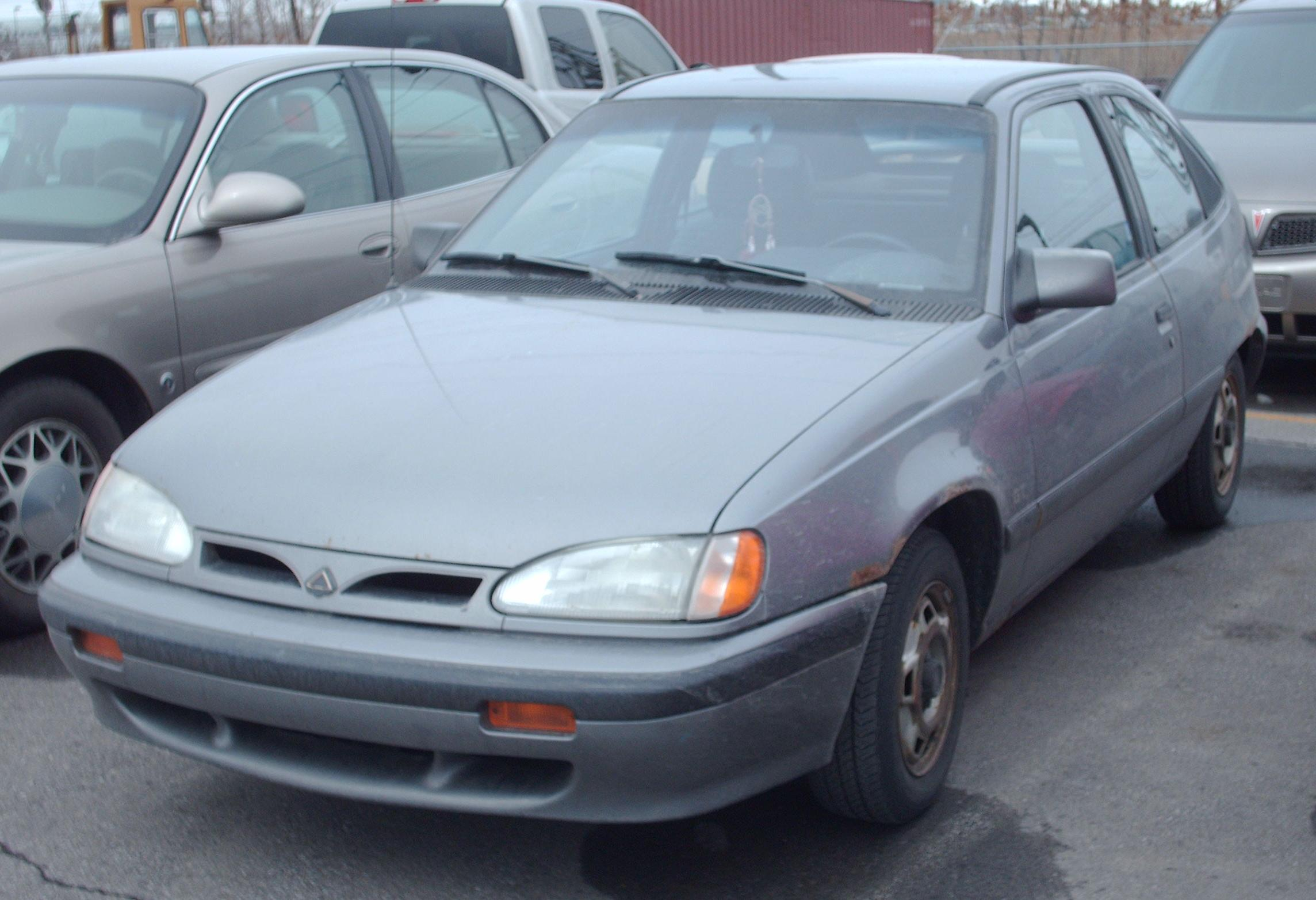
Asüna GT
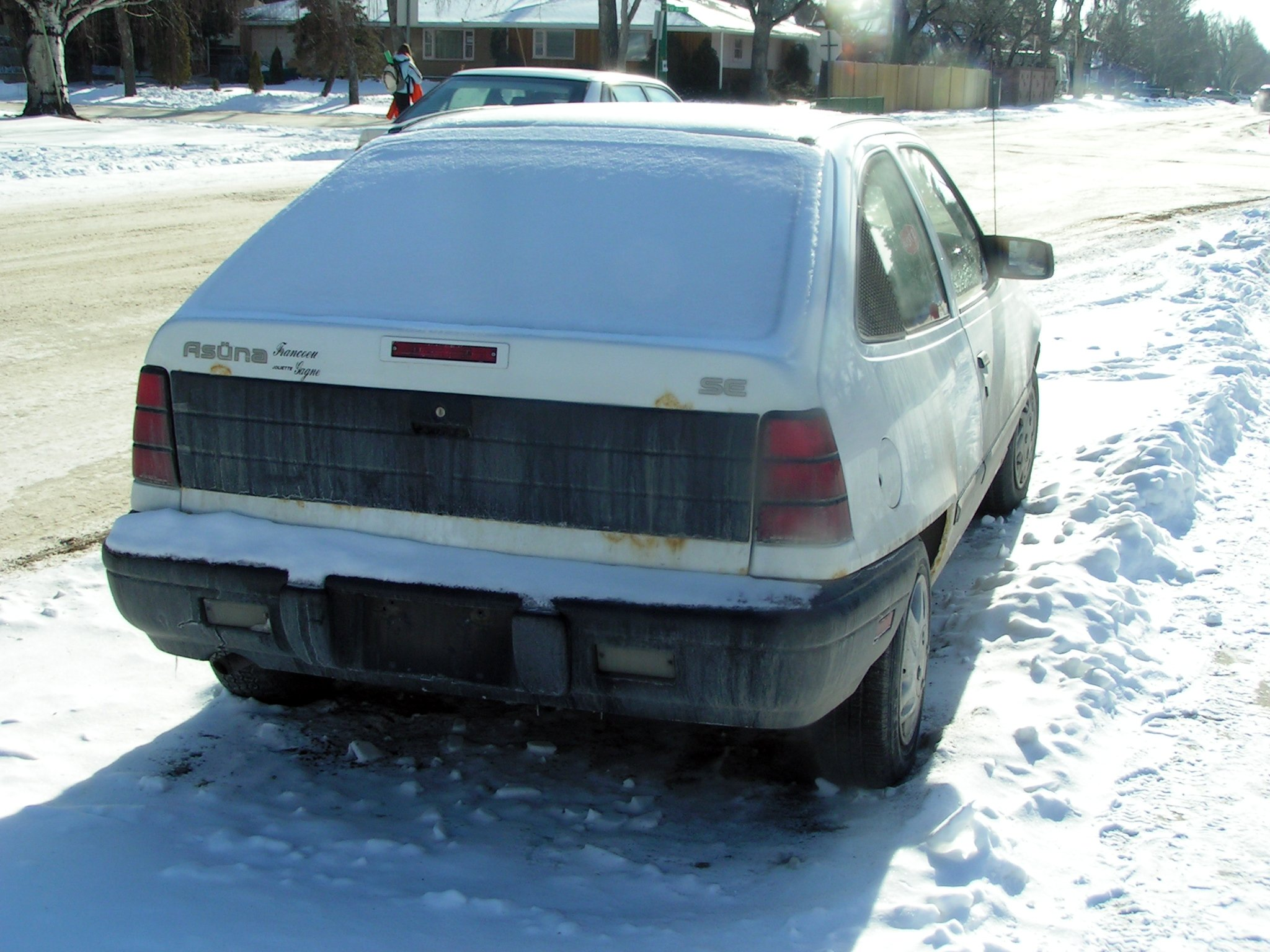
Heckansicht
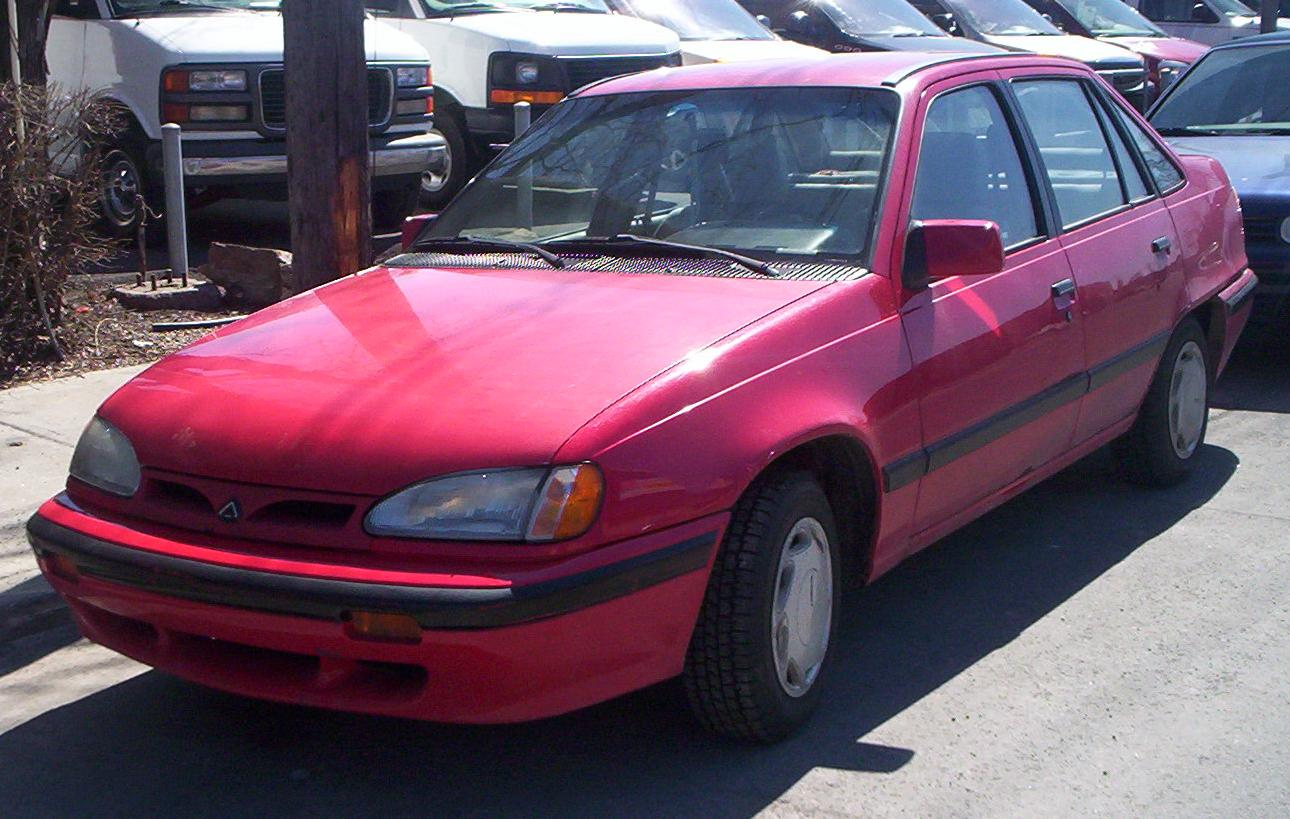
Asüna SE